# .246 Purdey
El .246 Purdey, o .246 Flanged, es un cartucho de fuego central obsoleto, desarrollado por James Purdey & Sons e introducido en 1921, para ser usado en rifles. 

## Características
El .246 Purdey fue originalmente diseñado con borde en la base del casquillo (anillo) para ser usado en rifles dobles de Purdey. Sin embargo nunca obtuvo mucha popularidad. Balísticamente es inferior al .243 Winchester.
Como es común con los cartuchos diseñados para rifles dobles, el .246 Purdey se comercializaba en una sola carga, disparando un proyectil de 100 gr a 2950 pies por segundo.